# Hi-Fi Bros
Gli Hi-Fi Bros sono stati un gruppo post-punk Italiano formato a Bologna. Dopo l'esordio il loro sound virò verso la italo disco.

## Storia
Gli Hi-Fi Bros nacquero nel movimento bolognese di fine anni '70. In quel periodo la città, centro di un notevole fermento culturale, vedeva spesso il passaggio di artisti della scena internazionale che collaboravano con quelli locali. È in questo contesto che nasce la collaborazione fra i fratelli Marco e Fabio Sabbioni (quest'ultimo già negli Stupid Set) e il newyorkese Arto Lindsay, allora componente del gruppo No Wave DNA, che cura la produzione artistica del loro primo 12" dal titolo I Fratelli Hi-Fi. Al disco collabora anche Ikue Mori alla seconda batteria. Le due cover incluse nel disco passano anche per la radio della BBC grazie al DJ John Peel, noto promotore della musica alternativa.
In seguito il duo abbandonerà il funky bianco con accenti No Wave del primo album per dedicarsi a un'italo disco alla moda.

## Componenti
- Marco Hi-Fi (Marco Sabbioni): chitarra e voce
- Fabio Hi-Fi (Fabio Sabbioni): elettronica e voce
- Gianni Hi-Fi (Gianni Finelli): batteria
- Roberto HI-Fi: batteria (solo nell'LP Punto Amaro Saba U del 1982)

## Produzioni
- 1981 - 'I Fratelli HI-FI (12", Italian Records)
- 1982 - Punto Amaro / Saba-U (12", Italian Records)
- 1983 - The Line (7" Italian Records)
- 1983 - The Line (12", Italian Records)

### Compilation
- 1983 - Disco Promozionale - con il brano Saba-u (12" EMI Italiana, Italian Records)
- 2006 - Confuzed Disco - A Retrospective Of Italian Records - con il brano The Line (Instrumental) (2xCD/2xLP Irma)